# Juan Froissart
Juan Froissart (Valenciennes, c. 1337-Chimay, Bélgica, después de 1404) es uno de los más importantes cronistas de la Francia medieval. Sus Crónicas han sido consideradas como la expresión más importante del renacimiento caballeresco que tuvo lugar en Francia e Inglaterra durante el siglo XIV (lo que Johan Huizinga llamó el Otoño de la Edad Media). Es una de las fuentes principales para la primera mitad de la Guerra de los Cien Años.

## Biografía
Lo poco que se sabe de él proviene de sus crónicas y poesías. Nació en Valenciennes, condado de Henao o Hainaut. Su padre había sido pintor heráldico. Empieza el oficio de mercader, pero enseguida lo abandona para entrar en el clero.
A los 24 años, portando una carta de recomendación del rey de Bohemia, se hace clerc de la chambre, esto es, poeta e historiador oficial de la corte de Felipa de Henao, esposa del rey Eduardo III de Inglaterra. Las memorias del tiempo que pasa al servicio de Felipa de Henao (1361-1369) se mezclan con otros hechos de los que fue testigo en el primer libro de sus Crónicas. La aproximación que hace a las fuentes (noble materia de los tiempos pasados) y al oficio de cronista (que compara con el arte de la forja) le muestra como un historiador preocupado más por su arte que por su metodología. 

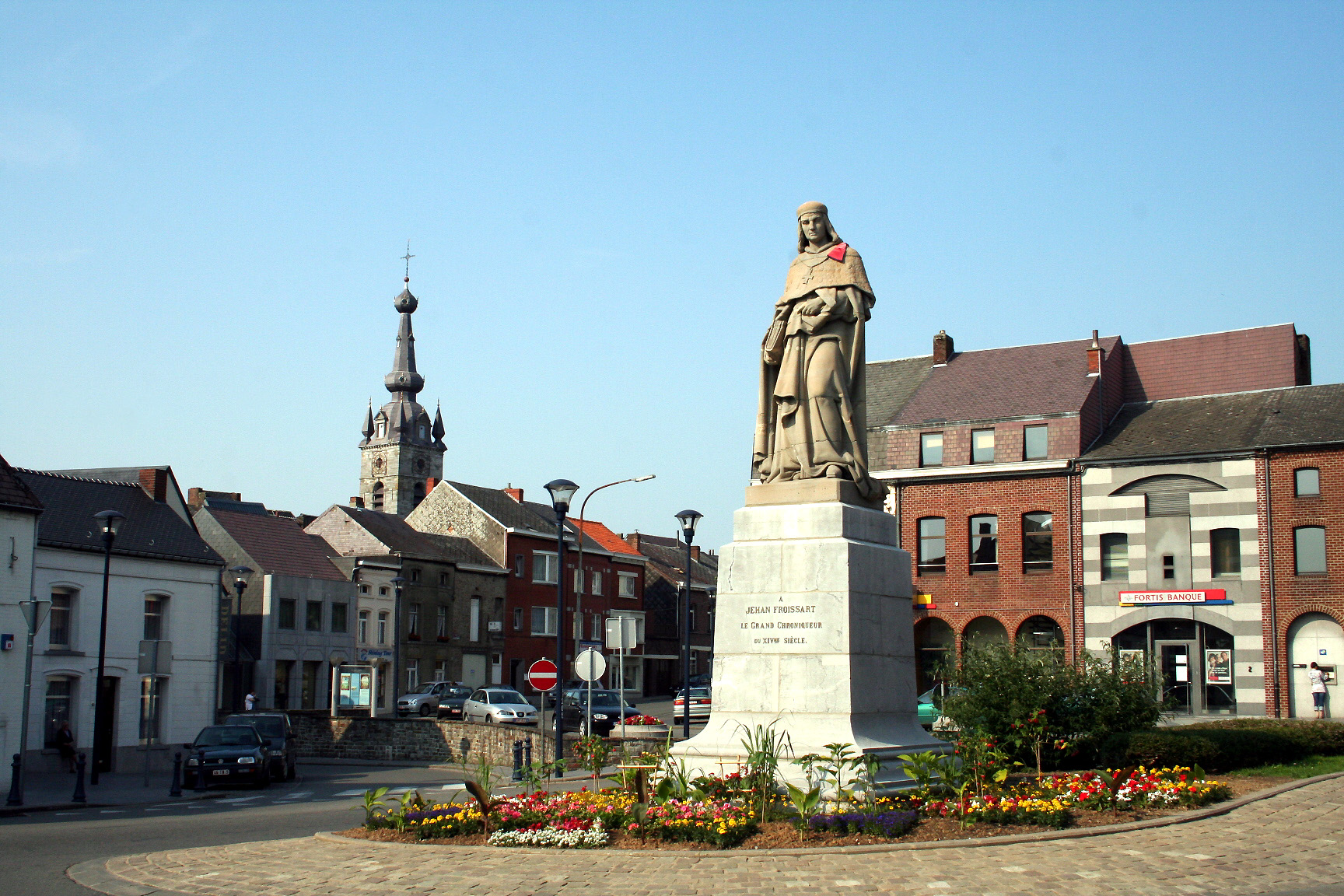
Monumento a Jean Froissart en Chimay, Bélgica.

Viaja por toda Gran Bretaña y por Francia y Flandes, aunque al parecer no llegó a marchar a España, recogiendo materiales de primera mano para sus Crónicas. Asiste en Milán al matrimonio del hijo de Filipa, Leonel de Amberes, con la hija de Gian Galeazzo Visconti, al que también acudieron otros dos autores que marcaron la época: Geoffrey Chaucer y Petrarca.
Tras la publicación de ese primer libro y la muerte de Felipa, se beneficia de la protección, entre otros, de la duquesa Juana de Brabante, de Robert de Namur y, por último, de Guy II, conde de Blois. Es recompensado con el beneficio eclesiástico de Lestines, en Henao (Hainaut, en francés), población cercana a Binche. Llega a ser canónigo y ecónomo de Chimay, Bélgica, lo que le permitió nuevos viajes para acumular más material de trabajo, al estar libre de preocupaciones financieras. Fue huésped de Gaston Febo, III Conde de Foix, viaja por Zelanda y vuelve a Inglaterra en 1395, mostrándose decepcionado por los cambios que observa, que interpreta como el fin de la caballería. Se desconocen la fecha y circunstancias de su muerte; en 1404 todavía estaba vivo y se cree que falleció en la Abadía de Santa Monegunda de Chimay, que contenía las reliquias de esta santa monja de Tours.
El músico inglés Edward Elgar compuso en su honor una obertura titulada Froissart.

## Obra

### LasChroniques
Más que a sus Poésies, Froissart debe su fama a sus cuatro libros de Chroniques, obra monumental de la cual se conservan un centenar de manuscritos, muchos de ellos ricamente iluminados, en especial el primoroso Manuscrito Gruuthuse. El primer libro empezó a redactarse hacia 1373 bajo influencia inglesa y fue rehecho entre 1376 y 1383 en suelo francés bajo la inspiración de Guy II, conde de Blois. El segundo fue escrito entre 1386 y 1388 y el tercero en 1390, al mismo tiempo que empezaba el cuarto. Con su millón y medio de palabras, las Chroniques (Crónicas) constituyen una fuente imprescindible para el conocimiento del siglo XIV y la cultura caballeresca de la época en Inglaterra y Francia. Los cuatro libros cubren la primera mitad de la Guerra de los Cien Años, desde la deposición de Eduardo II de Inglaterra en 1326, hasta 1400. Froissart refiere en especial los eventos que se desarrollan en Inglaterra, Francia, Escocia, Países Bajos y la península ibérica. También menciona ocasionalmente eventos que involucran a Italia, Alemania, Irlanda, los Balcanes, Chipre, Turquía y el norte de África. Su obra se inspira en gran medida en la de otro cronista, Jean Le Bel, especialmente en sus Vrayes Chroniques, a quien reconoce su deuda en el prólogo:

«Quiero ordenar y fundarme en las Verdaderas crónicas antaño hechas y recopiladas por mi señor el venerable y discreto Jean Le Bel, canónigo de Saint-Lambert de Lieja, que puso gran cuidado y toda buena diligencia en este asunto y lo continuó toda su vida tan cabalmente como pudo, habiéndole costado mucho adquirirlo y allegarlo.»

Froissart fue una especie de "reportero" al servicio de los grandes nobles de su tiempo y era al mismo tiempo un poeta y un cortesano. Pero tenía la pasión y la vocación de la historia y se dedicaba a ella cada día:

"He entrado de nuevo en mi forja para trabajar y forjar la noble materia del tiempo pasado... Yo me debo a mi obra y cuanto más trabajo en ella, más me complazco."

No ve en la Guerra de los Cien Años más que una colección de bellos hechos de armas, cuyo relato debía ser útil enseñanza para los que querían ser "valerosos" a su vez. Esta concepción de la historia está más cerca de la epopeya que de la historia verdadera. Por otra parte, carece de sentido crítico y acepta todos los testimonios con el mismo valor, reproduciendo incluso cuentos de hadas y encantamientos. En principio favorable a los ingleses, cambió la perspectiva de su primer libro para complacer a Guy II, conde de Blois. Siempre reproduce los prejuicios de los caballeros a los cuales se dirige y sus propósitos guían su mano. Si se trata de nobleza, todo está bien, pero los burgueses, villanos y siervos de la gleba no son más que pendaille, ribaudaille, o méchantes gens ("morralla", "escoria" o "gentuza"). A su favor cuenta que el relato gana en color y vivacidad novelescos lo que pierde en verosimilitud histórica. Es un gran contador de anécdotas, y ofrece una visión precisa de la vida feudal, con sus combates singulares, sus fiestas y sus ceremonias. Describe batallas como la de Poitiers o Cocherel, entre otras muchas, o el saqueo de Limoges, los disturbios de Flandes, las jacqueries o revueltas campesinas en Inglaterra, el heroísmo inútil del viejo rey de Bohemia lanzándose ciego a la lucha, o la fecunda devoción de los burgueses de Calais, y todo tipo de usos y costumbres. Sus Crónicas están llenas de amenas anécdotas: relatos de adulterio, fantasmas, pasajes subterráneos ocultos, trágicos homicidios, desastres espectaculares y posesiones diabólicas. Como en muchas crónicas medievales de su época, las Chroniques de Froissart están destinadas a un público angloflamenco culto. Relatan la historia oficial de sus diversos protectores y, en ocasiones, justifican los asesinatos sin sentido de sus soldados. Froissart contradice en ocasiones la versión de los cronistas de la corte de Francia como Johannes Cuvelier. Pero el lector tiene siempre la impresión de asistir a la escena misma, pues posee el don de ofrecer la visión más pintoresca de la historia, y desde luego los iluminadores de sus Crónicas procuraron imitar esa gran habilidad narrativa y descriptiva.

### Otras obras
Escrita hacia 1380, Méliador es una larga novela de 30.772 versos octosílabos en pareados que narra las hazañas de los héroes artúricos. Considerada “la última de las novelas artúricas”, el argumento de esta larga novela se puede resumir de la siguiente manera:

«La hija del rey de Escocia, Hermondine, es perseguida por Camel de Camois. La prima y confidente de la princesa, Florée, para evitar el peligro de tal persecución, propone una inmensa búsqueda que determine quién es el mejor caballero del mundo, el que sería digno de convertirse en esposo de la heredera al trono de Escocia, la hermosa Hermondine. Todas las pruebas de esta búsqueda están diseñadas por mujeres, pero el Rey de Escocia y el Rey Arturo proclaman su competencia y nombran a 12 árbitros.»

El descubridor y primer editor moderno de esta novela la criticó por tener demasiados héroes y por parecerse a los libros de caballerías de que tanto se burla Miguel de Cervantes en el inicio del Don Quijote. Respondiendo a esta crítica, Dembowski explica:

«El verdadero héroe de estas dos obras es la caballería europea, colectiva, jerárquica. Meliador, hijo del duque de Cornualles, es sólo un primus inter pares entre estos jóvenes e inocentes caballeros artúricos. Vence en tres grandes torneos y, antes, en el duelo contra Camel de Camois, un caballero enamorado como todos los demás, pero impetuoso, cruel y agresivo. Meliador elimina a este cortesano perturbador de la paz.»

Esta ficción llena de “juegos, torneos, concursos y fiestas públicas” expresa mejor que las Crónicas las aspiraciones de los nobles de esa época. La geografía es muy a menudo real, así como las cuestiones geopolíticas y, sobre todo, la descripción de las mentalidades: «Froissart presenta una imagen, por supuesto idealizada, pero sin embargo cierta, de las aspiraciones de la clase noble, que se reducía cada vez más ante el progreso del arte militar. A partir de ahora, la infantería, la caballería ligera y especialmente los arqueros dominarán cada vez más los campos de batalla donde antiguamente reinaba la destreza individual.»
Además compuso unas cuantas poesías, sobre todo amorosas, pastorelas, debates, rondeles, poemas alegóricos como El reloj del amor, donde describe por vez primera la invención del foliot o péndulo graduable del reloj, etcétera, que han sido menos estudiadas.

## Galería
Ilustraciones de Loyset Liédet, salvo que se indique lo contrario, para las Crónicas de Froissart:

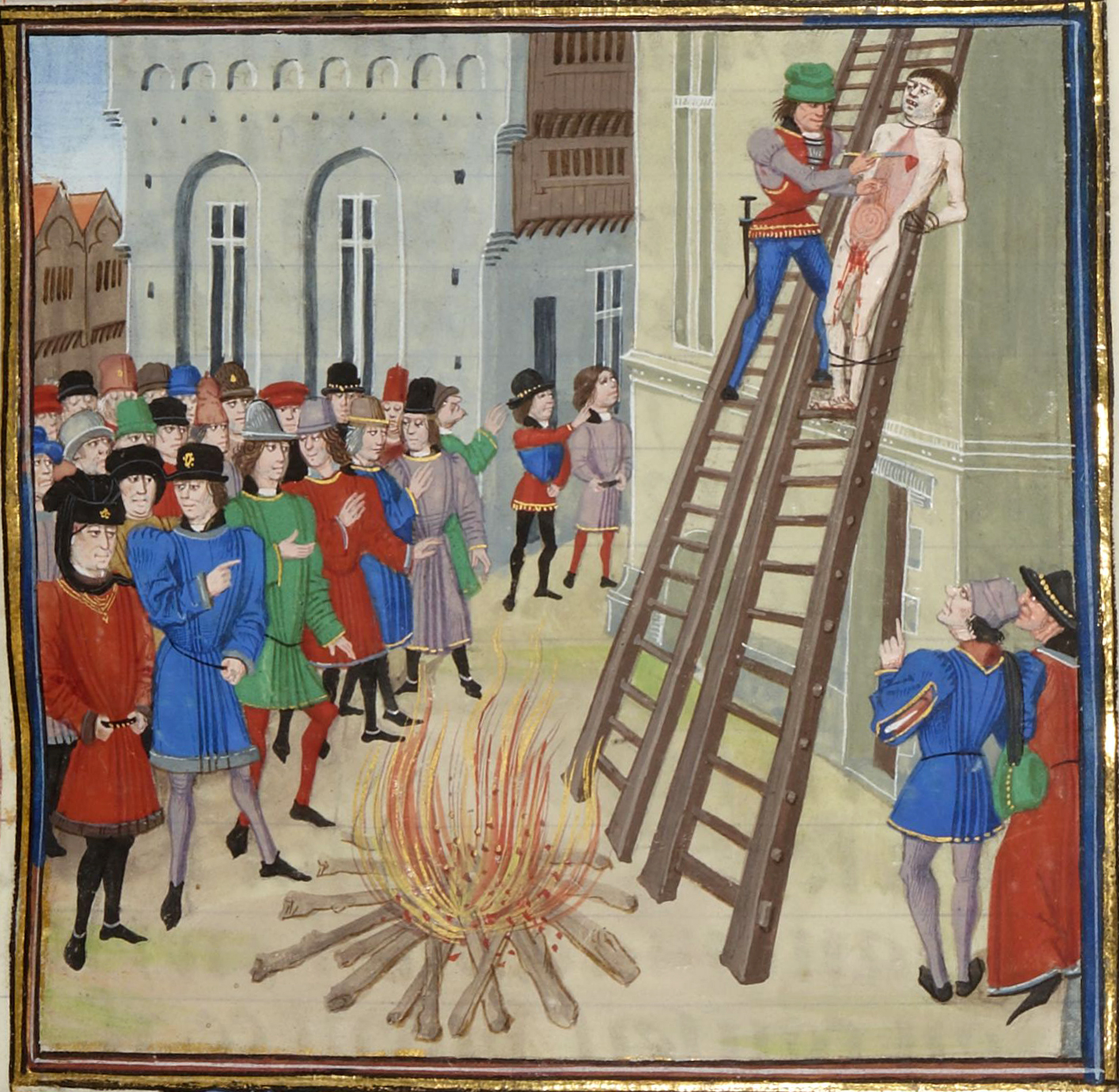
Ejecución de Hugo Despenser el Joven en 1326.
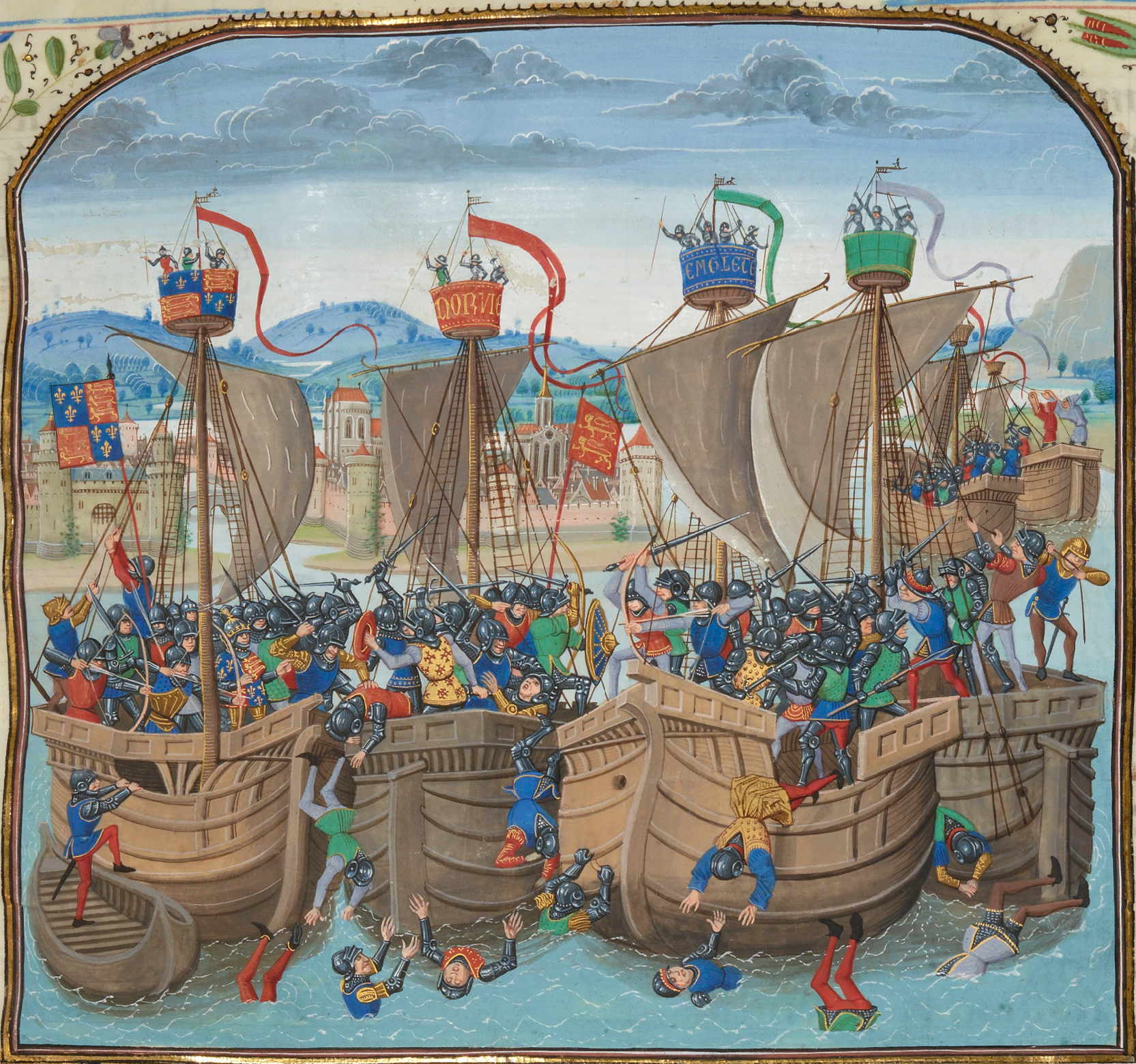
Batalla de Sluys en 1340.
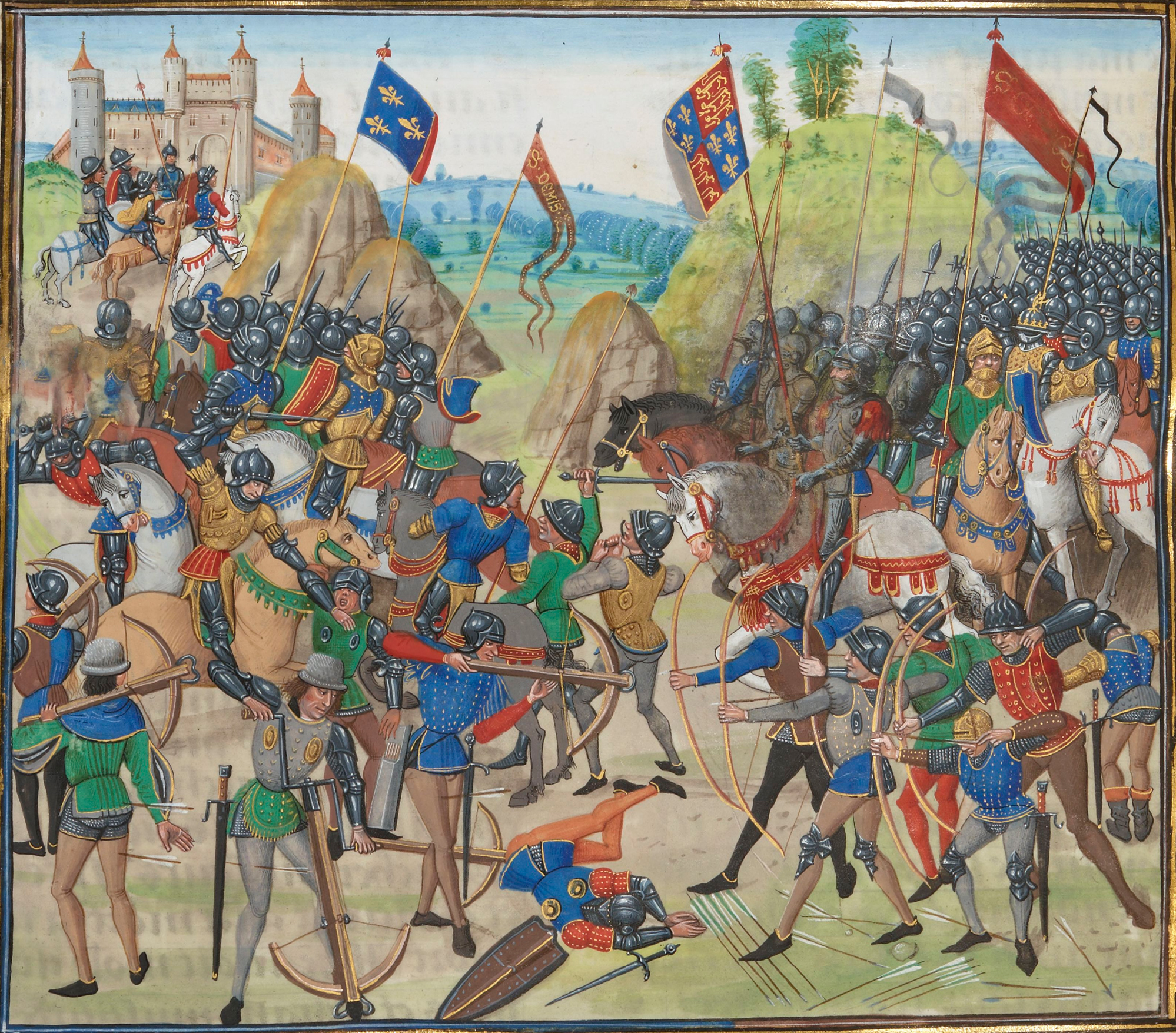
Batalla de Crécy en 1346.
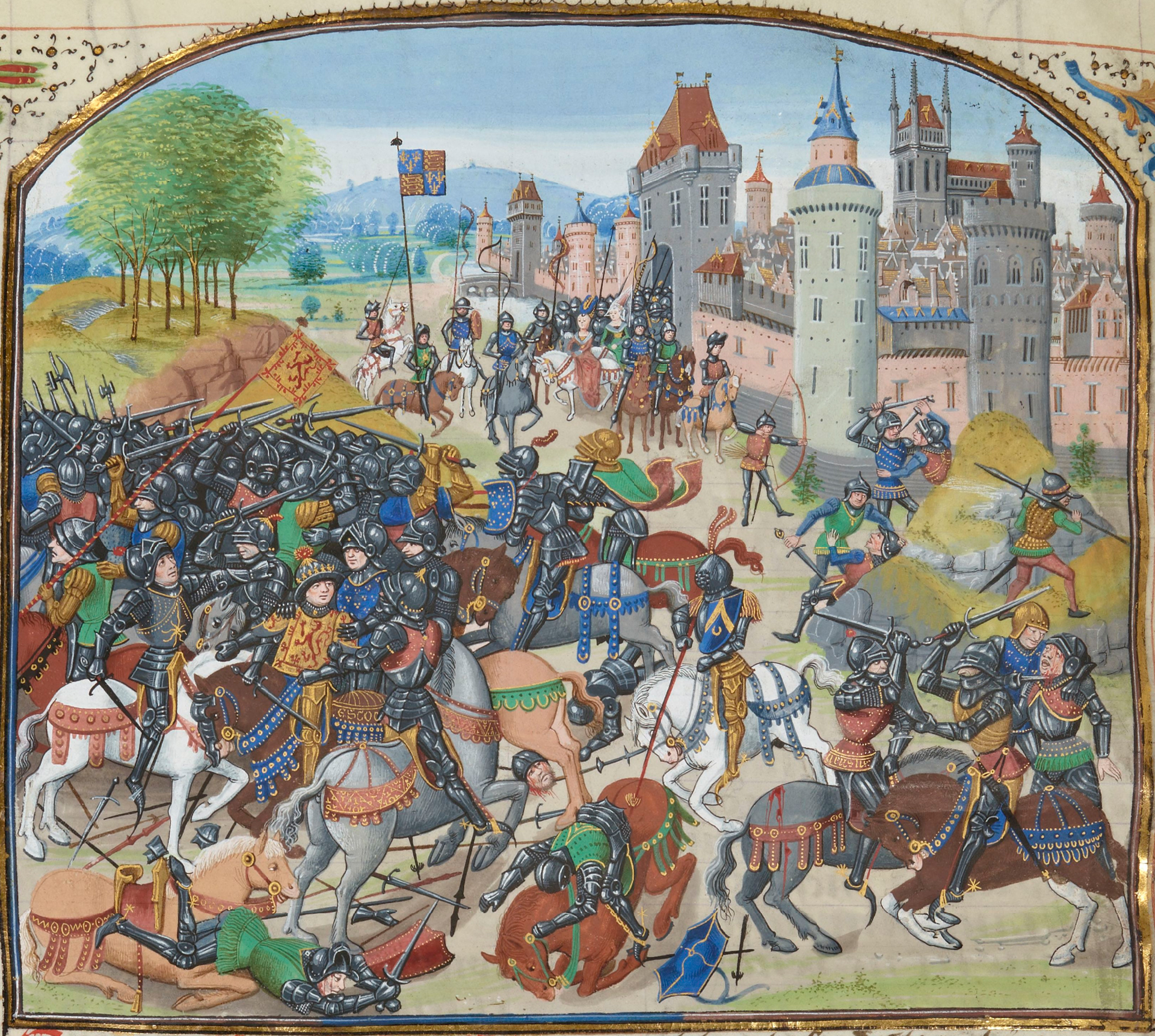
Batalla de Neville's Cross en 1346. Victoria inglesa contra los escoceses.
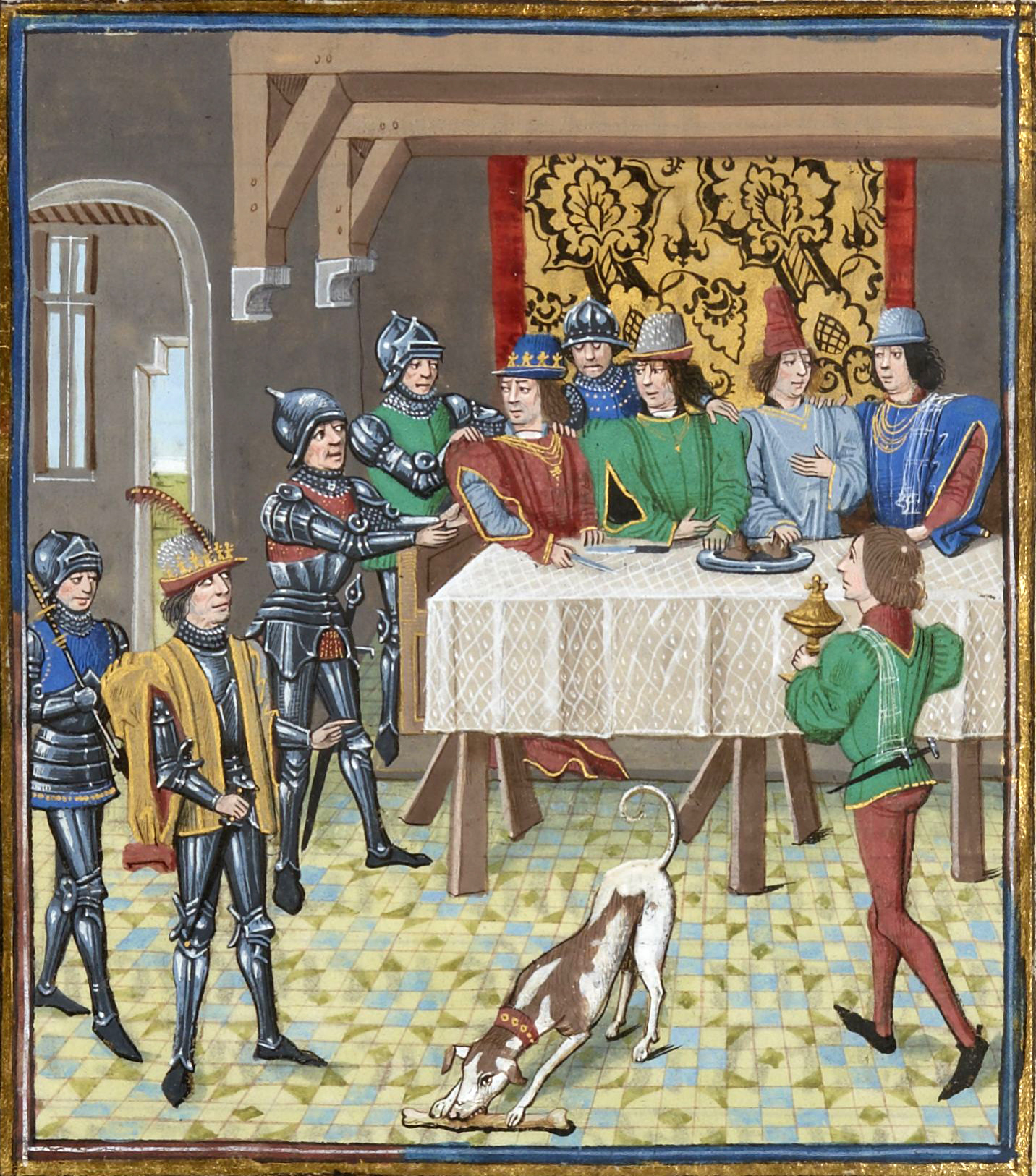
Juan II de Francia, El bueno, ordenando el arresto de Carlos II de Navarra, El malo.
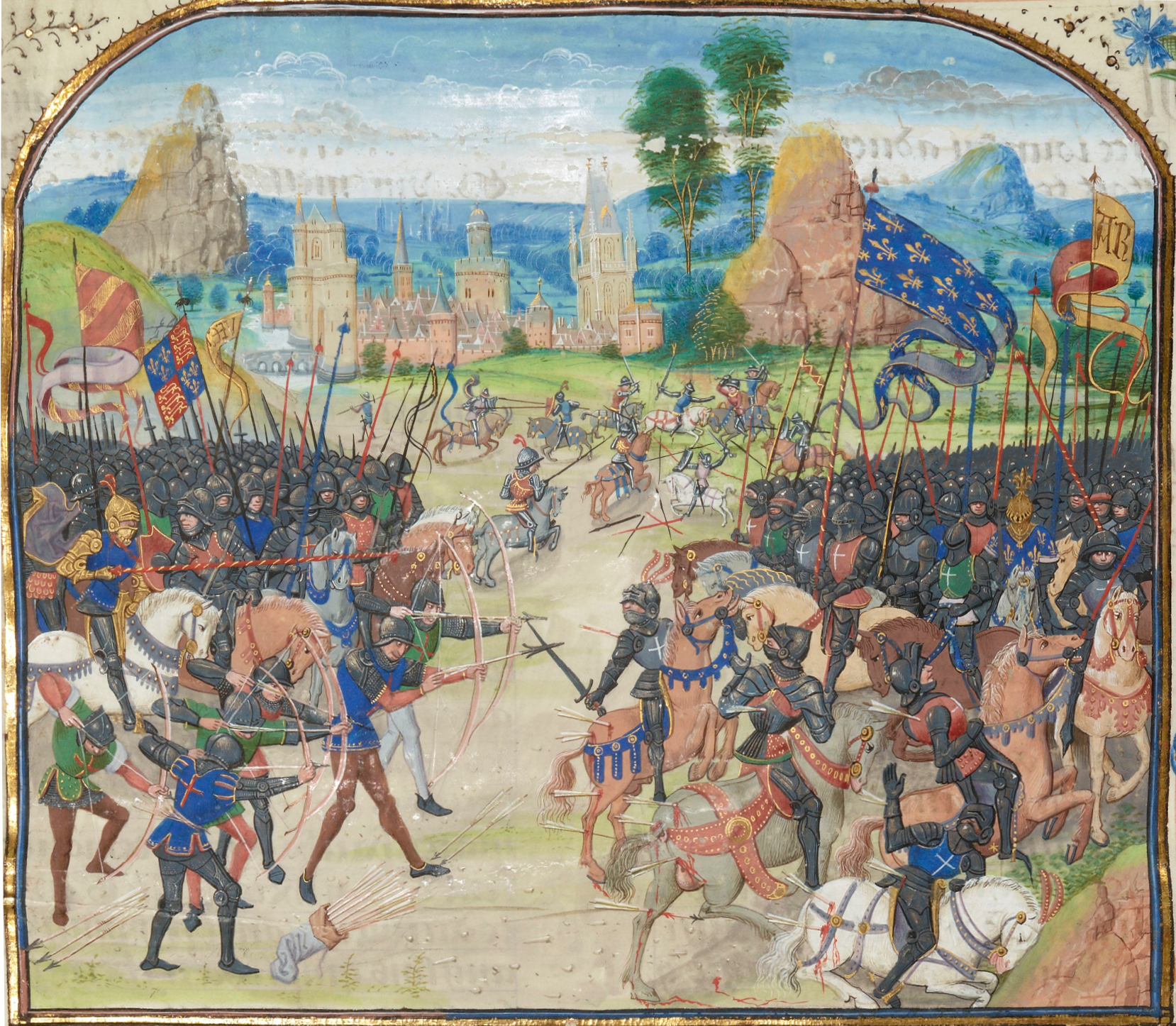
Batalla de Poitiers (1356) (miniatura de Froissart).
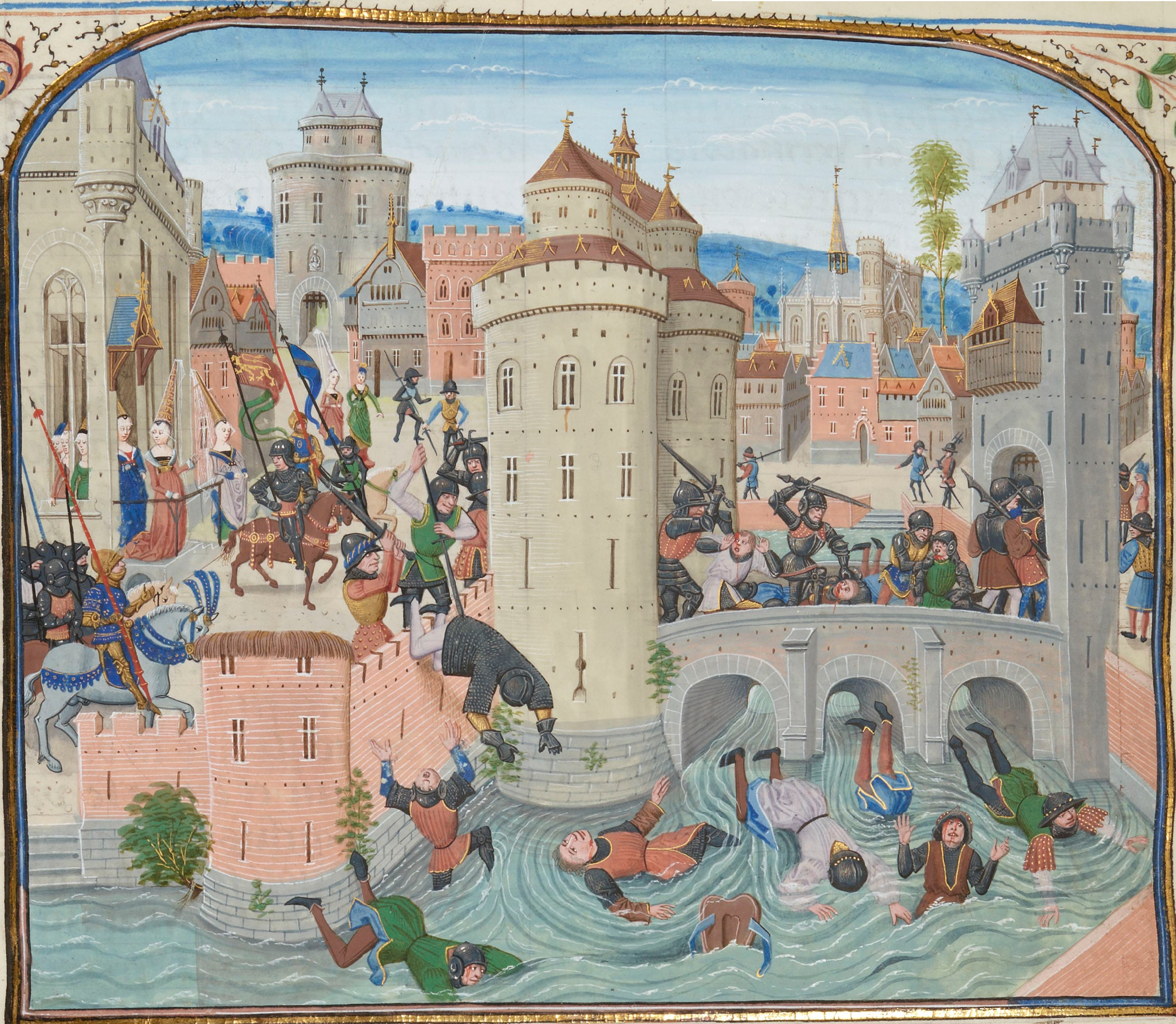
Derrota de la Grande Jacquerie el 9 de junio de 1358.
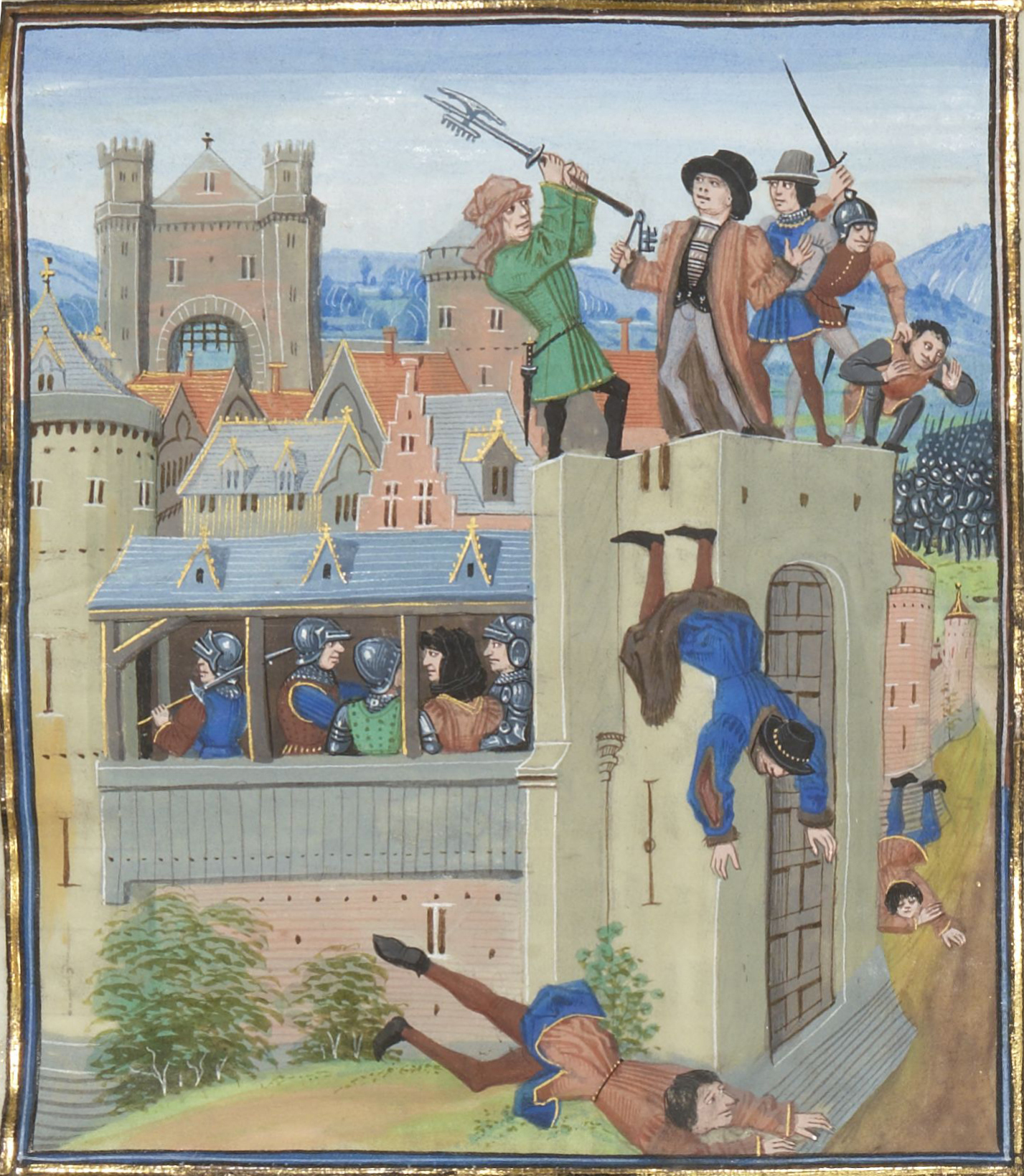
Ejecución de Étienne Marcel y Jean Maillard el 31 de julio de 1358.
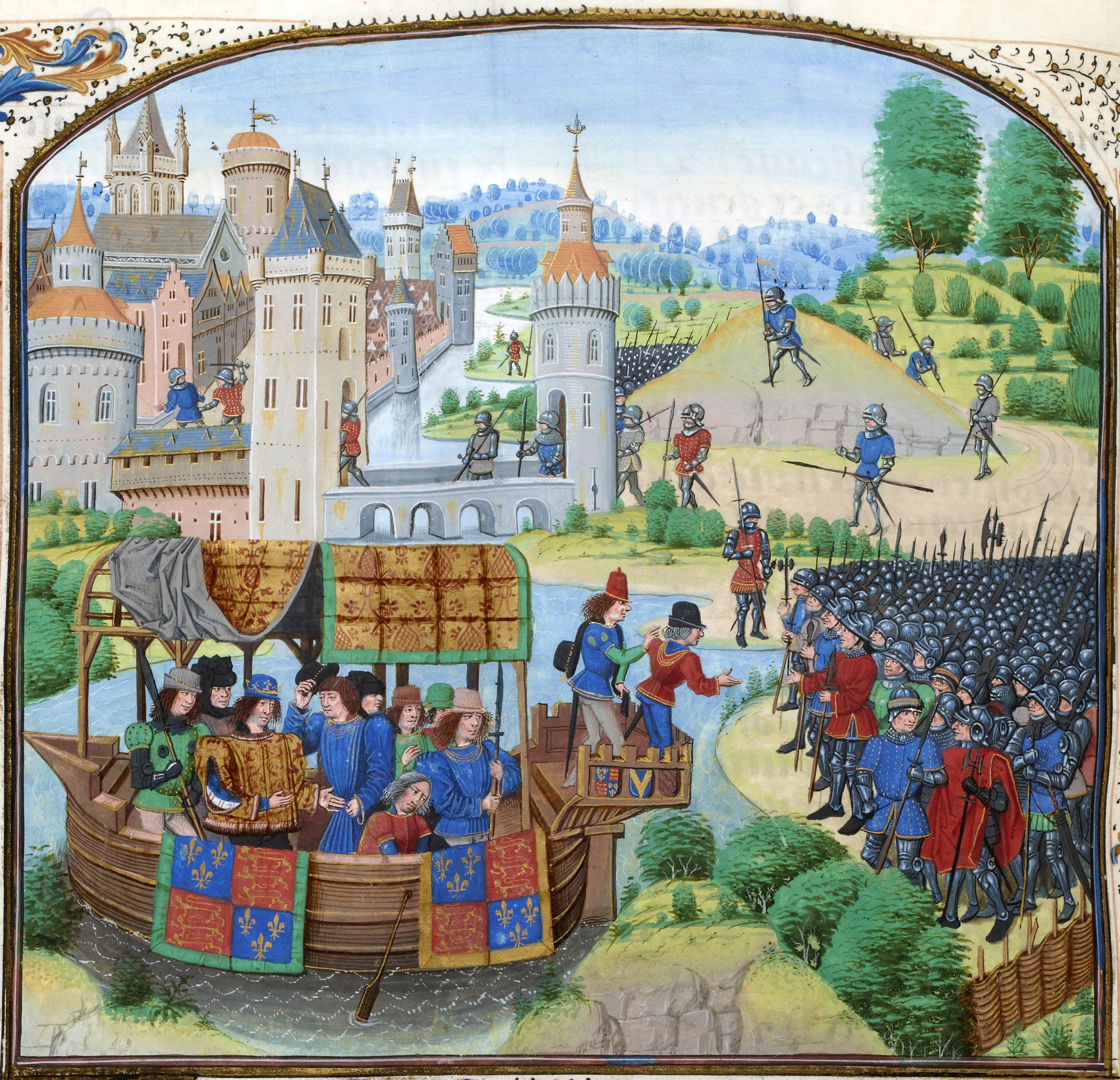
Ricardo II de Inglaterra se reúne con los rebeldes en 1381.
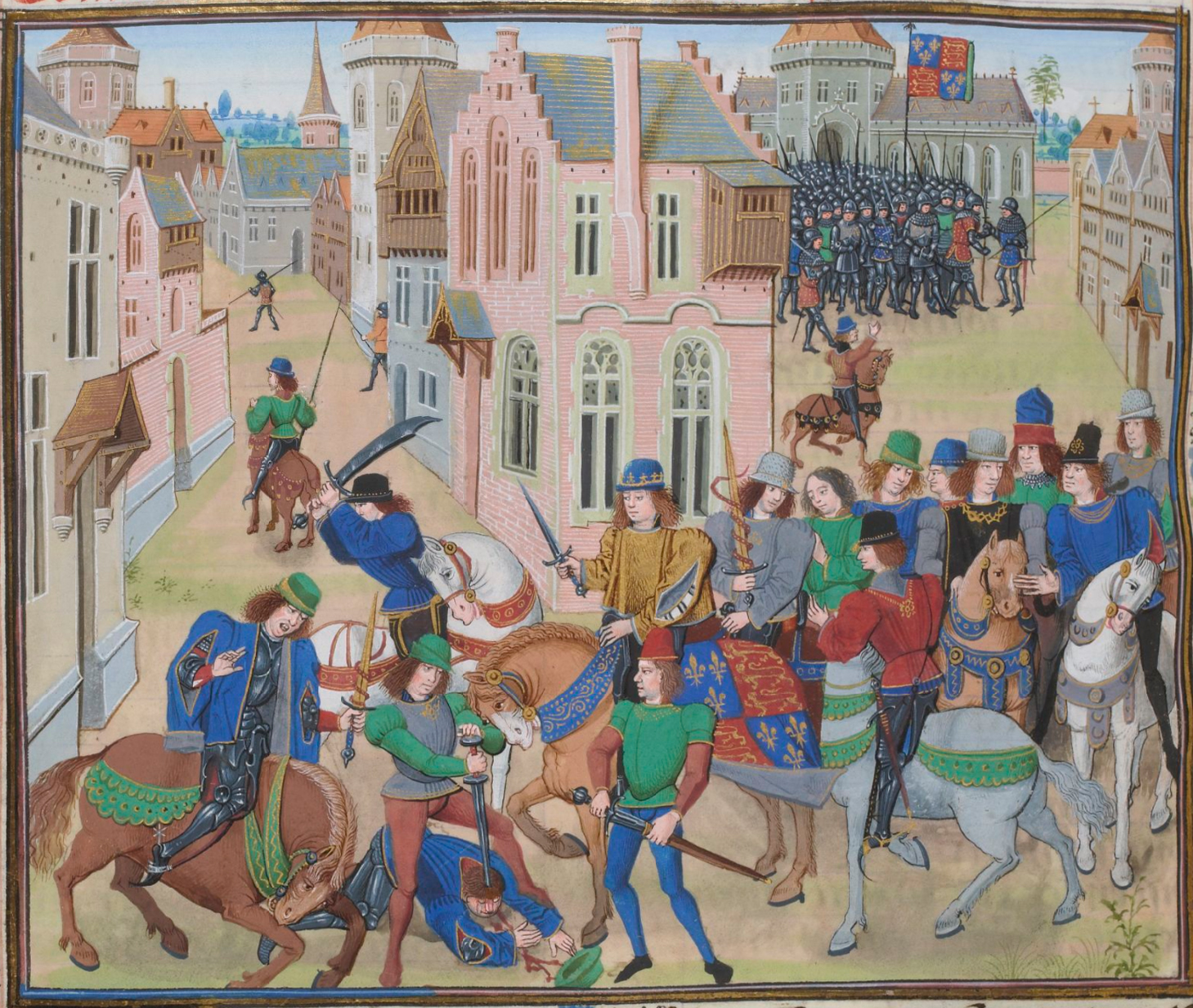
Muerte de Wat Tyler, líder de la revuelta de los campesinos de 1381.
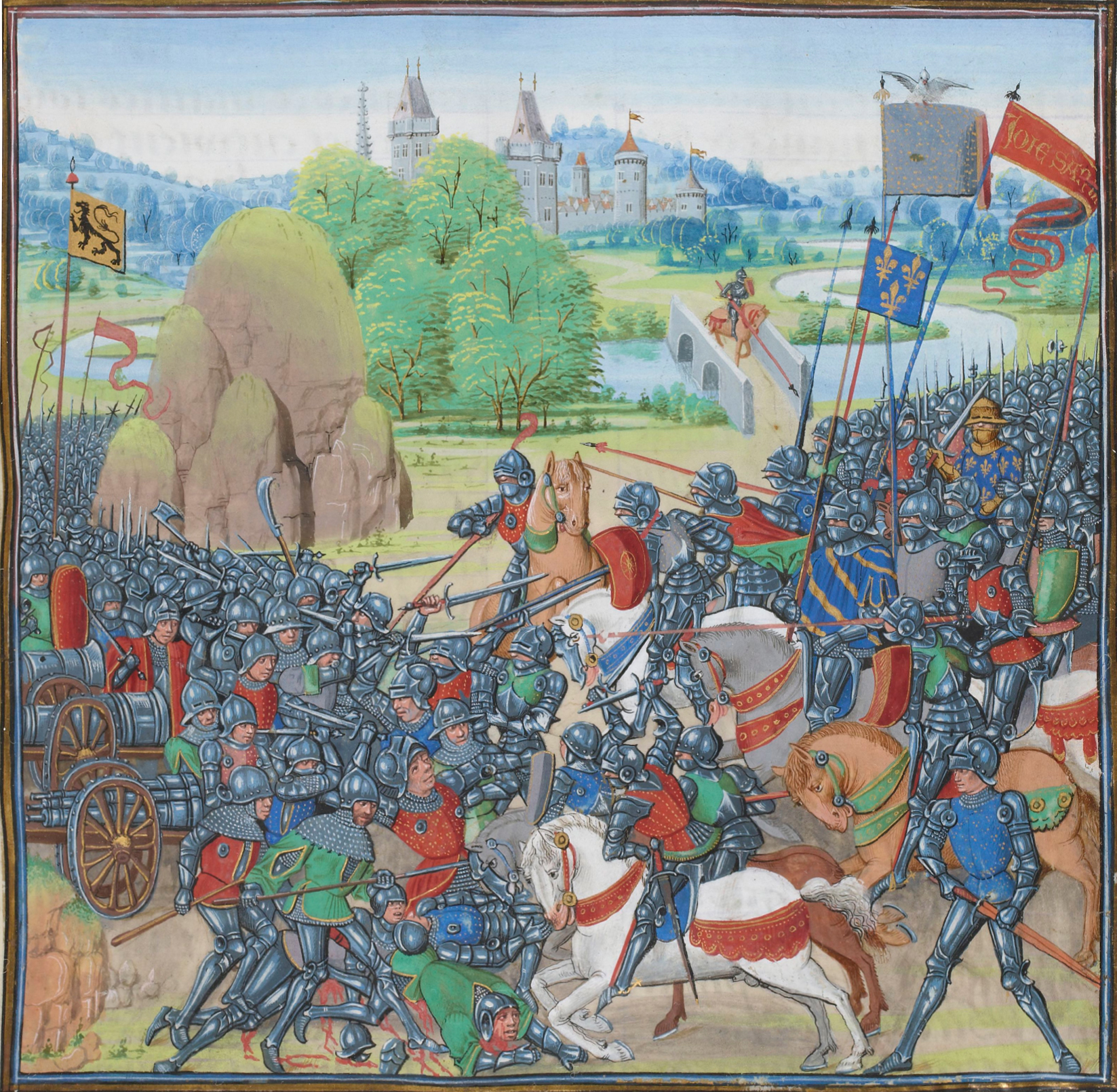
Batalla de Roosebeke en 1382.
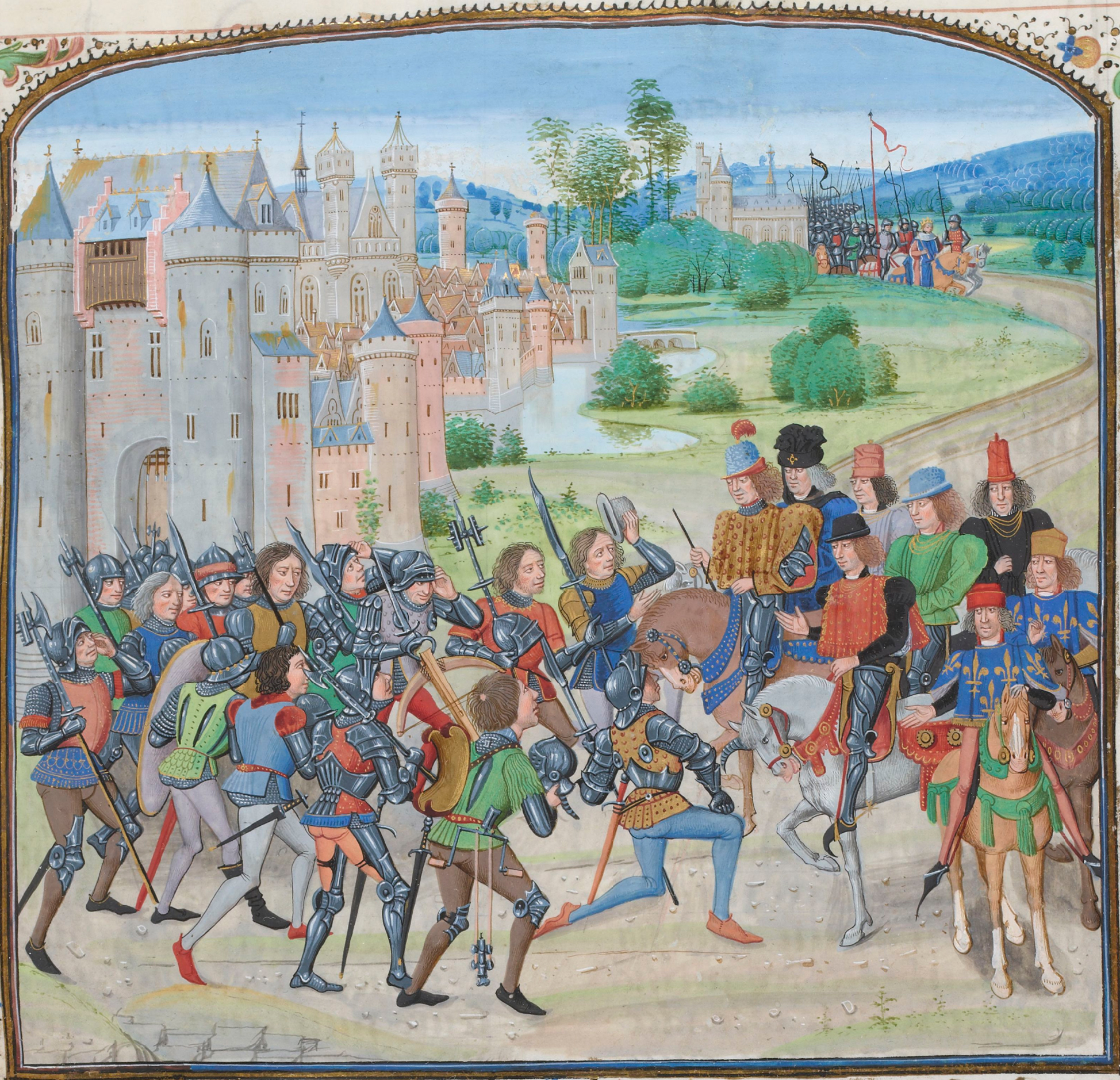
Después de la batalla de Roosebeke, Carlos VI regresa a París a la cabeza de su ejército. Los habitantes de la ciudad negocian la rendición.
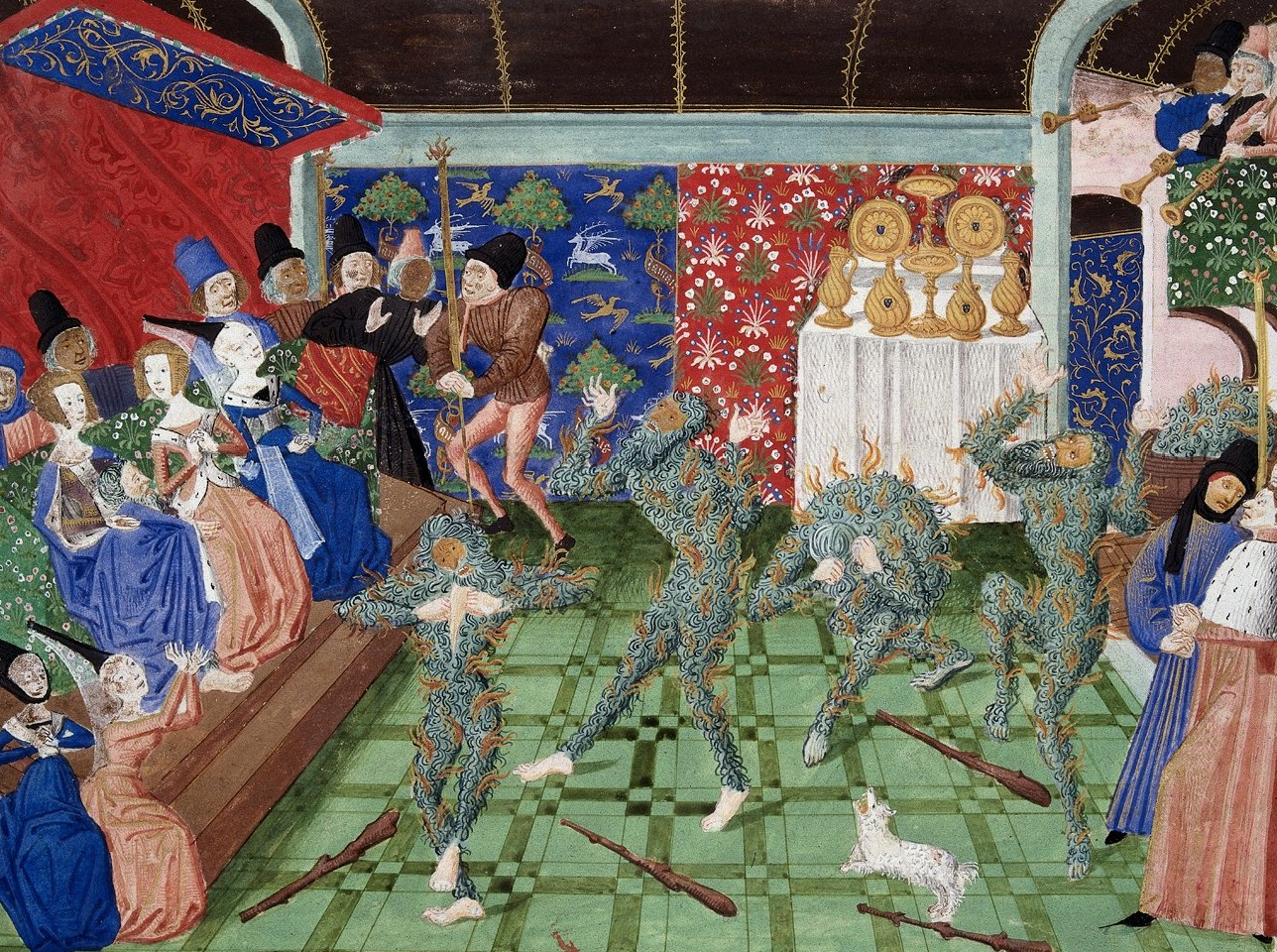
El baile de los hombres en llamas, 1393.
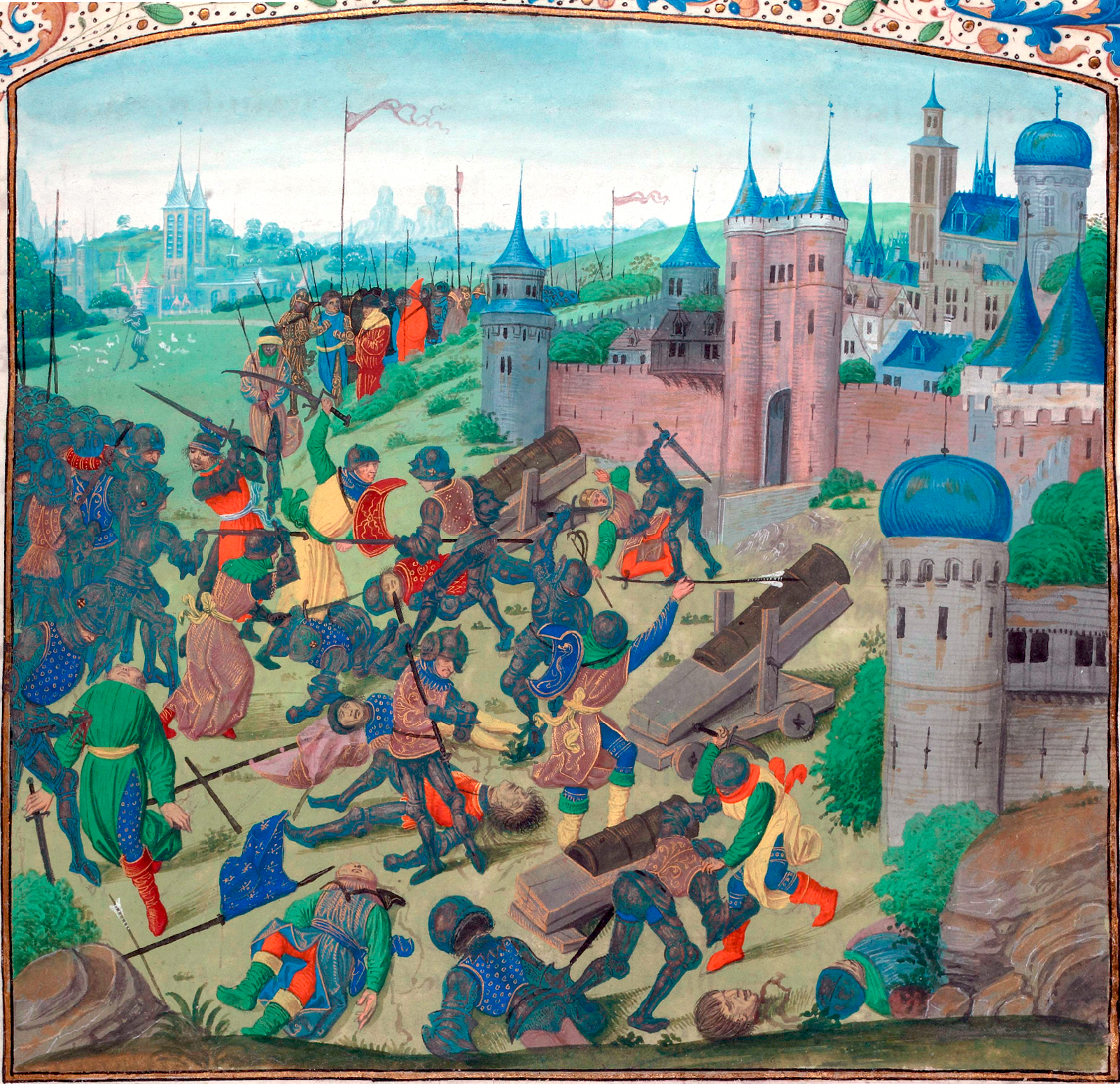
Batalla de Nicópolis en 1396, por el Maestro del libro de oraciones de Dresde.
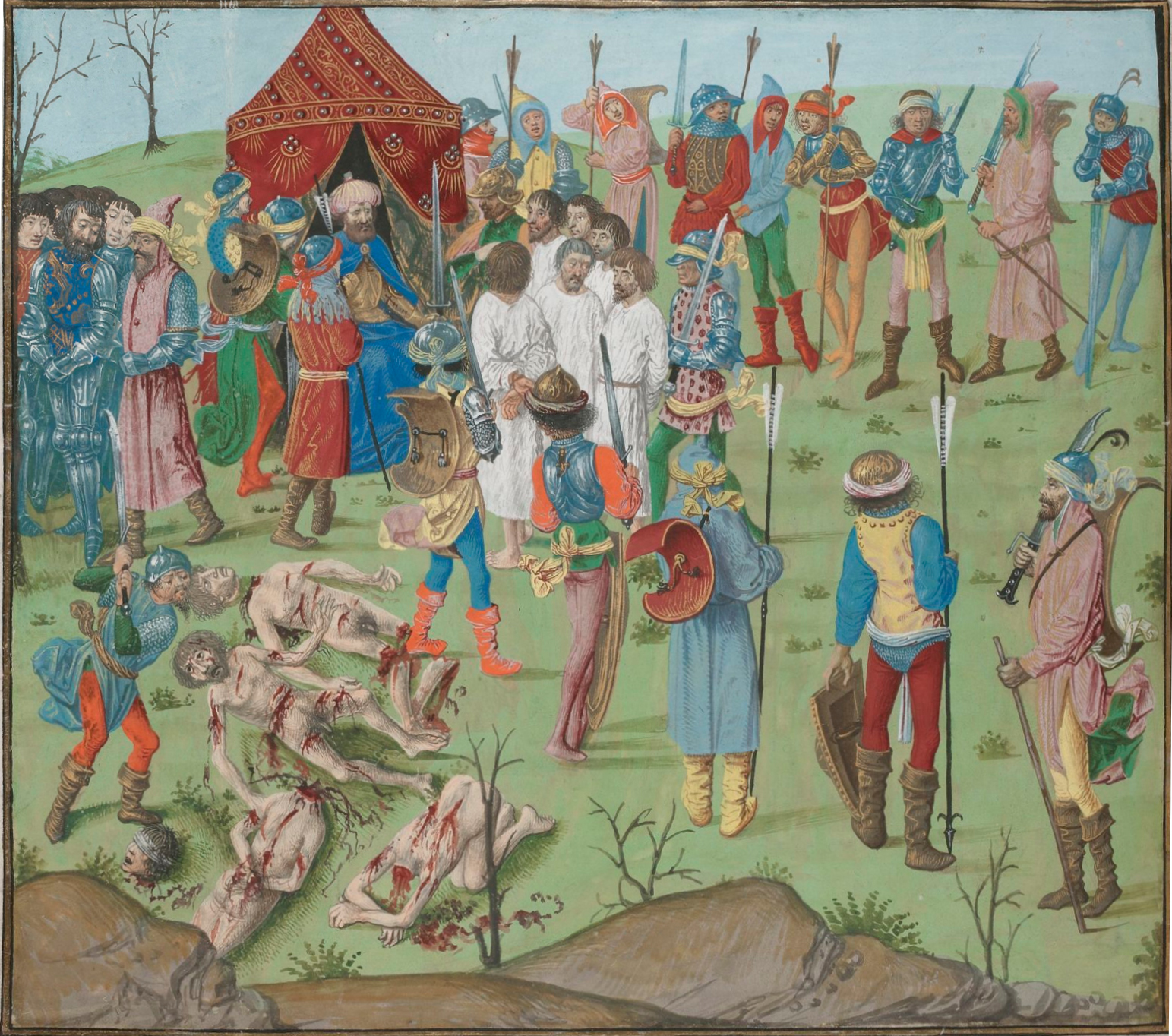
Ejecución de prisioneros cristianos tras la Batalla de Nicópolis, atribuido al Maestro del libro de oraciones de Dresde.